# Bietschhorn
Bietschhorn  (3.934 m) er et bjerg i Berner Alperne i Schweiz.  De nordsøstlige og sydlige sider er en del af UNESCO's Verdensarvsområder, som også omfatter  Jungfrau og Aletsch-gletsjeren. Bietschhorn befinder sig syd for Lötschen-dalen og i den nordlige ende af Bietschtal-dalen og Baltschieder-dalen. De fleste klatrere nærmer sig bjerget fra enten Bietschhornhütte eller Baltscheiderklause. 
Det blev første gang besteget den 13. august 1859 af Leslie Stephen, med guiderne  Anton Siegen, Johann Siegen og Joseph Ebener. En beretning om denne første bestigning blev offentliggjort af Leslie Stephen i bogen: The Playground of Europe (1871).